# Sunshine Skyway Bridge
Sunshine Skyway Bridge – most kablowy znajdujący się w USA nad zatoką Tampa. Sunshine Skyway Bridge jest najdłuższym wykonanym z betonu mostem kablowym, jego długość wynosi 8851,4 metra. Budowa rozpoczęła się w maju 1980 r. a zakończyła kwietniu 1987 r. Most został wykonany ze stali oraz betonu, a budowa kosztowała 244 miliony dolarów. Jezdnię podtrzymuje 21 stalowych kabli, a te składają się z jeszcze mniejszych 9-calowych przewodów. Dziennie przejeżdża tędy 20 tysięcy samochodów. W pobliżu mostu znajduje się bardzo ruchliwy port, dlatego też by nie był przeszkodą dla większych statków wznosi się 50 metrów nad poziomem wody.
Wcześniej w tym samym miejscu stał inny czteromilowy most. Most ten powstał w roku 1954. W 1969 roku zbudowano identyczny drugi most, równoległy do starego i w ten sposób uzyskano cztery pasy ruchu.  
9 maja 1980 r. w czasie szkwału frachtowiec "Summit Venture" uderzył w most. Do wody wpadło ok. 366–395 m (1200–1297 ft) konstrukcji, zginęło 35 osób znajdujących się w tym czasie na moście. Departament Transportu Florydy już następnego dnia zadecydował o skonstruowaniu lepszego i bezpieczniejszego mostu. Ze względu na to jak zniszczony został jego poprzednik, bardzo duży nacisk został położony na ochronę przed statkami. Rozwiązaniem okazały się duże betonowe wyspy zwane "delfinami" które mają absorbować niechciane uderzenia. "Delfiny" są w stanie wytrzymać uderzenie ważącego 87 tysięcy ton statku płynącego z prędkością 10 węzłów. 
Od otwarcia w 1987 r. Sunshine Skyway otrzymał dwanaście nagród w kategorii inżynierii i projektów.